# فرودگاه لا گراند-۳
فرودگاه لا گراند-۳  (به انگلیسی: La Grande-3 Airport) یک فرودگاه خصوصی است که یک باند فرود شن دارد و طول باند آن ۱۵۲۷ متر است. این فرودگاه در کشور کانادا قرار دارد و در ارتفاع ۲۳۶ متری از سطح دریا واقع شده است.